# Tapinolachnus
Tapinolachnus is een kevergeslacht uit de familie van de boktorren (Cerambycidae). De wetenschappelijke naam van het geslacht werd voor het eerst geldig gepubliceerd in 1864 door Thomson.

## Soorten
Tapinolachnus omvat de volgende soorten:
- Tapinolachnus laosensis (Pic, 1923)
- Tapinolachnus lacordairei (Thomson, 1864)